# Azem Hajdini
Azem Hajdini lub Azem Hajdini-Xani (ur. 15 lipca 1924 w Dashcu, zm. 20 września 2010 w Prisztinie) – jugosłowiański i kosowski pisarz.

## Życiorys
W 1941 roku rozpoczął działalność w ruchu oporu, dołączając wkrótce do sił Balli Kombëtar dowodzonych przez Shabana Polluzhę. Przeżył masakrę w Barze, która miała miejsce w kwietniu marca 1945 roku.
W 1968 roku ukończył studia na Uniwersytecie w Prisztinie, następnie pełnił funkcję profesora na tejże uczelni.
Należał do Ligi Pisarzy Kosowa, opublikował łącznie 8 książek poświęconych masakrze w Barze oraz działaniom wojennym Shabana Polluzhy.